# Marthe Villalonga
Marthe Villalonga (Bordj El Kiffan, 20 marzo 1932) è un'attrice francese, di cinema, teatro e televisione.

## Biografia
Nata in Algeria, inizia a studiare piano ma subito si interessa alla recitazione, tanto che già nel 1958 viene notata a teatro nella pièce La famille Hernandez che racconta le disavventure di una famiglia di pieds-noirs come lei (cittadini francesi nati in Algeria).
Debutta nel cinema nel 1964 con il film "Déclic e des clasques", diretto da Philippe Claire, ma ottiene un ruolo importante solo nel 1970 con il film Le Clair de Terre, ma il grande successo arriva con Certi piccolissimi peccati (1976) e Andremo tutti in paradiso (1977), entrambi diretti da Yves Robert. In questo secondo film, grazie al suo aspetto matronale, può interpretare la madre del protagonista Guy Bedos, nonostante sia più anziana di lui di soli due anni.
Negli anni settanta e ottanta lavora spesso per la televisione, soprattutto nella serie Magüí, e nel 1993 ottiene una candidatura ai Premi César come migliore attrice non protagonista.

## Filmografia parziale
- Déclic et des claques regia di Philippe Clair (1964)
- Le Clair de Terre, regia di Guy Gilles (1970)
- Il rompiballe... rompe ancora (Fantasia chez les ploucs), regia di Gérard Pirès (1971)
- Morire d'amore (Mourir d'aimer), regia di André Cayatte (1971)
- La mandarina (La Mandarine), regia di Édouard Molinaro (1972)
- Non c'è fumo senza fuoco (Il n'y a pas de fumée sans feu), regia di André Cayatte (1973)
- L'accusa è: violenza carnale e omicidio (Verdict), regia di André Cayatte (1974)
- Corrimi dietro... che t'acchiappo (Cours après moi que je t'attrape), regia di Robert Pouret (1976)
- Calmos, regia di Bertrand Blier (1976)
- Certi piccolissimi peccati (Un éléphant ça trompe énormément), regia di Yves Robert (1976)
- Dracula padre e figlio (Dracula père et fils), regia di Édouard Molinaro (1976)
- Attenti agli occhi, attenti al... (Attention les yeux !), regia di Gérard Pirès (1976)
- Andremo tutti in paradiso (Nous irons tous au paradis), regia di Yves Robert (1977)
- Gazzosa alla menta (Diabolo menthe), regia di Diane Kurys (1977)
- Cocco mio (Gros-Câlin), regia di Jean-Pierre Rawson (1979)
- Il grande uno rosso (The Big Red One), regia di Samuel Fuller (1980)
- Bolero (Les Uns et les Autres), regia di Claude Lelouch (1981)
- Banzaï, regia di Claude Zidi (1983)
- Par où t'es rentré? On t'a pas vu sortir, regia di Philippe Clair (1984)
- Les Voleurs de la nuit, regia di Samuel Fuller (1984)
- Tre uomini e una culla (Trois hommes et un couffin), regia di Coline Serreau (1985)
- Les Innocents, regia di André Téchiné (1987)
- Ma saison préférée - La mia stagione preferita (Ma saison préférée), regia di André Téchiné (1993)
- Il club delle promesse (Au secours, J'ai trente ans!), regia di Marie-Anne Chazel (2004)
- Les Dalton, regia di Philippe Haïm (2004)
- Non dirlo a nessuno (Ne le dis à personne), regia di Guillaume Canet (2006)
- Supercondriaco - Ridere fa bene alla salute (Supercondriaque), regia di Dany Boon (2014)
- Sono dappertutto (Ils sont partout), regia di Yvan Attal (2015)

## Doppiatrici italiane
- Isa Di Marzio in Ma saison préférée - La mia stagione preferita
- Franca Lumachi in Supercondriaco - Ridere fa bene alla salute
- Wanda Tettoni in Cocco mio
- Francesca Vettori in Maguy